# 摂津今西氏
摂津今西氏（せっついまにしし）は、春日大社の荘園目代である。
なお、大和国今井に豪族の今西氏があり、川井今西氏は十市氏の一族である。藤原鎌足から遡るという説と十市氏発祥の地である奈良県橿原市十市町には十市御縣坐神社と十市城跡があることから事代主命から系譜する十市県主を元祖であるとする説もある。

## 摂津今西氏
- 春日大社の若宮神主中臣氏の支流で摂津の春日領の惣代官であった。（『東院毎日雑々記（興福寺蔵）』）
- 寿永2年（1183年）に摂政基通、摂津国垂水西牧を寄進する。（春日大社文書655）

垂水牧の鎮守として春日社が南郷（正預方中臣氏）に勧請される。
奈良春日社々家辰市祐恩が、天文年間に社領垂水牧現地代官たる今西氏に対して河上関代官改替につき指令した文書が残っている。（『今西家文書』）
- 永正7年（1510年）1月1日に戌亥権預祐維、今西と改名する。（祐維記（日）16）
- 二重濠に囲まれた城郭形式の春日大社南郷目代今西氏屋敷は、1972年（昭和47年） 大阪府指定史跡となり、2009年（平成21年）に国の史跡に指定された。

社家36代目である今西春房は明智光秀の娘を娶っていたが弟の今西春光が山崎の戦いに明智方として参陣したかどで豊臣秀吉の怒りを買い、所領を没収された。嫡流は江戸時代に入って上津下村の領主となった飯野藩主保科氏の庇護を受けて復興を許されたが明治時代に再び廃された。大阪府豊中市に府指定史跡として今西氏の屋敷が残っており、現在も今西家の個人宅となっている。
また春房の娘は、中川秀成の養女となってから津山藩主森忠政の正室となっていたが、その縁で春房の息子である浅田宗英が2700石、今西道春が1500石で津山藩藩士として召抱えられている。更に後にも森家は今西氏から多く召抱えたようで時代を下った森家の分限帳にも今西姓の人間が見られる。